# Oxycnemis acuna
Oxycnemis acuna är en fjärilsart som beskrevs av Barnes 1907. Oxycnemis acuna ingår i släktet Oxycnemis och familjen nattflyn. Inga underarter finns listade i Catalogue of Life.